# Костырко, Дмитрий Васильевич
Дмитрий Васильевич Костырко (Костырка) (1776—1855) — полковник, последний шеф Тульского пехотного полка, командир Пензенского и Московского пехотных полков, командир 1 бригады 8 (4) округа Отдельного корпуса внутренней стражи, участник: Русско-прусско-французской войны 1806—1807, Русско-шведской войны 1808—1809, Англо-русской войны 1807—1812, Отечественной войны 1812, Заграничных походов 1813 и 1814, усмирения волнений на уральских заводах в 1822 и 1823 годах.

## Биография
Родился в 1776 году. Происходил из дворян Черниговской губернии. На службе с 28 июля 1799 года кавалергардом в Кавалергардском корпусе. 21 ноября того же года переведён в Тенгинский пехотный полк прапорщиком, в 1801 году произведен в подпоручики, в 1803 году в поручики. В 1809 году поручик Костырко участвовал в 3-й кампании против шведов (когда, с благословения Наполеона I, была оккупирована Финляндия) на гребной флотилии в Кронштадтском рейде. В 1810 году Костырко произведен в штабс-капитаны. В 1811 году стал майором Тульского пехотного полка, с которым прошёл войну 1812 года и кампании 1813—1814 годов, став позднее его шефом. В 1812 году Костырко отличился при Сиотине; при Свольне 5 (17) августа под Полоцком был сильно контужен в левую ногу. Участвовал во 2-м сражении под Полоцком (6-8 (18—20) октября), где был ранен и за отличие в сражении произведён в подполковники. За участие в сражениях под Чашниками (19 (31) октября и 30 октября (11 ноября)) и под Смолянами (1-2 (13-14) ноября) получил орден св. Анны 2 степени.
Во время Заграничного похода русской армии участвовал в осаде Данцига и Пиллау, в битве при Лукау и в большом сражении под Лейпцигом (за заслуги в котором Костырке объявлено «Высочайшее благоволение»). В конце 1813 участвовал в освобождении Нидерландов и в осаде знаменитой с XVI века Бреды; за отличие, проявленное при этих сражениях, получил чин полковника. В 1814 году участвовал в осаде крепости Юлих, в сражении при Краоне (за отличие в этом бою награждён орденом св. Анны 2-й степени с алмазами), во взятии Парижа.
Во время возвращения в Россию 12 (24) мая 1814 года был назначен шефом Тульского полка. 14 (26) августа 1815 года сдал Тульский полк, 30 августа (11 сентября) 1816 года назначен командиром Пензенского пехотного полка. 15 (27) марта 1819 года стал командиром Московского пехотного полка, дислоцировавшегося в городе Богуславе, Киевской губернии. По болезни испросил увольнения из действующих войск и был назначен 18 (30) апреля 1821 года командиром 1-й бригады 8-го округа Внутренней стражи, с расположением в Перми. Здесь ему пришлось подавлять восстание заводских рабочих в Кыштыме (1822—1823).
В 1831 году полковник Дмитрий Васильевич Костырко «от службы уволен, с мундиром и пенсионом полного жалования». Умер в возрасте 78 лет в г. Перми 12 (24) апреля 1855 года.